# Athylia flavovittata
Athylia flavovittata là một loài bọ cánh cứng trong họ Cerambycidae.